# Комирић
Комирић је насеље у Србији у општини Осечина у Колубарском округу. Према попису из 2022. било је 559 становника.
Овде се налази Црква Св. апостола Петра и Павла у Комирићу.

## Историја
Први помен села је забележен у турском попису (тефтеру) за хиџретску 934. годину, тј. 1527/1528. годину по садашњем рачунању времена.

Транскрибован на модерни турски, са османске арабице, унос са 261. странице тефтера TD 144 је гласио овако:
Miriçka karye, Valyeva nahiye - Село Мирићка, Нахија Ваљево

## Демографија
У насељу Комирић живи 818 пунолетних становника, а просечна старост становништва износи 45,9 година (43,8 код мушкараца и 48,3 код жена). У насељу има 304 домаћинства, а просечан број чланова по домаћинству је 3,14.
Ово насеље је великим делом насељено Србима (према попису из 2002. године).
Међу значајније личности Комирића убрајају се:
- Драгић Муцић (1858-1938), народни посланик, у његовој кући је 1890. отворена прва школа у Комирићу,
- Милисав Николе Вуковић (1879-1929), правник и дугогодишњи судија, а после пензионисања адвокат у Ваљеву
- Властимир Степана Вуковић, рођен 1901, добровољац у Првом светском рату, правник, радио као судија и председник суда у Прокупљу и Охриду.
- Степан Милоша Вуковић, (1872-1960), каплар, испалио је први српски пуцањ у Првом светском рату. Степана је одликовао руски цар Николај Романов орденом за храброст (додељена су само три таква одликовања), а потом је добио Карађорђеву звезду са мачевима. Као пипадник чувеног Петог пука Дринске дивизије, до краја рата Степан је добио још петнаестак високих одликовања.
- Борисав Николе Вуковић, рођен 1895, учесник у Првом светском рату, одликован
- Петар В. Јовановић (Пера Комирићанац) (1911-1944), учесник Народноослободилачке борбе и народни херој
- Момчило Ђурић (1912-1980), генерал-мајор, доктор права, предавао на Универзитету Ломоносов
- Војислав Коларић (1920), доктор економије, редовни професор Економског факултета Универзитета у Београду
- Борка Вучић (1926-2009), банкарка, народни посланик, министар
- Смиља Милановић Лазаревић (1948), доктор наука, професор механике на Математичком факултету Универзитета у Београду.

|  |

| Демографија | Демографија | Демографија |
| Година      | Становника  | Становника  |
| ----------- | ----------- | ----------- |
| 1948.       | 2.111       |             |
| 1953.       | 2.151       |             |
| 1961.       | 1.829       |             |
| 1971.       | 1.533       |             |
| 1981.       | 1.387       |             |
| 1991.       | 1.122       | 1.111       |
| 2002.       | 954         | 978         |

| Етнички састав према попису из 2002.‍ | Етнички састав према попису из 2002.‍ | Етнички састав према попису из 2002.‍ | Етнички састав према попису из 2002.‍ | Етнички састав према попису из 2002.‍ |
| ------------------------------------ | ------------------------------------ | ------------------------------------ | ------------------------------------ | ------------------------------------ |
|                                      |                                      |                                      |                                      |                                      |
| Срби                                 | Срби                                 |                                      | 952                                  | 99,79%                               |
| Македонци                            | Македонци                            |                                      | 1                                    | 0,10%                                |
| непознато                            | непознато                            |                                      | 1                                    | 0,10%                                |

| Година пописа     | 1948. | 1953. | 1961. | 1971. | 1981. | 1991. | 2002. |
| ----------------- | ----- | ----- | ----- | ----- | ----- | ----- | ----- |
| Број домаћинстава | 325   | 335   | 339   | 342   | 347   | 324   | 304   |

| Број чланова      | 1  | 2  | 3  | 4  | 5  | 6  | 7  | 8 | 9 | 10 и више | Просек |
| ----------------- | -- | -- | -- | -- | -- | -- | -- | - | - | --------- | ------ |
| Број домаћинстава | 68 | 71 | 68 | 27 | 23 | 24 | 17 | 4 | 0 | 2         | 3,14   |

| Пол    | Укупно | Неожењен/Неудата | Ожењен/Удата | Удовац/Удовица | Разведен/Разведена | Непознато |
| ------ | ------ | ---------------- | ------------ | -------------- | ------------------ | --------- |
| Мушки  | 445    | 130              | 272          | 33             | 10                 | 0         |
| Женски | 397    | 39               | 268          | 84             | 5                  | 1         |
| УКУПНО | 842    | 169              | 540          | 117            | 15                 | 1         |

| Пол    | Укупно                    | Пољопривреда, лов и шумарство | Рибарство                            | Вађење руде и камена | Прерађивачка индустрија       |
| ------ | ------------------------- | ----------------------------- | ------------------------------------ | -------------------- | ----------------------------- |
| Мушки  | 396                       | 319                           | 0                                    | 0                    | 34                            |
| Женски | 324                       | 297                           | 0                                    | 0                    | 12                            |
| УКУПНО | 720                       | 616                           | 0                                    | 0                    | 46                            |
| Пол    | Производња и снабдевање   | Грађевинарство                | Трговина                             | Хотели и ресторани   | Саобраћај, складиштење и везе |
| Мушки  | 6                         | 9                             | 11                                   | 2                    | 2                             |
| Женски | 0                         | 1                             | 6                                    | 1                    | 0                             |
| УКУПНО | 6                         | 10                            | 17                                   | 3                    | 2                             |
| Пол    | Финансијско посредовање   | Некретнине                    | Државна управа и одбрана             | Образовање           | Здравствени и социјални рад   |
| Мушки  | 0                         | 1                             | 8                                    | 4                    | 0                             |
| Женски | 1                         | 0                             | 3                                    | 3                    | 0                             |
| УКУПНО | 1                         | 1                             | 11                                   | 7                    | 0                             |
| Пол    | Остале услужне активности | Приватна домаћинства          | Екстериторијалне организације и тела | Непознато            | Непознато                     |
| Мушки  | 0                         | 0                             | 0                                    | 0                    | 0                             |
| Женски | 0                         | 0                             | 0                                    | 0                    | 0                             |
| УКУПНО | 0                         | 0                             | 0                                    | 0                    | 0                             |

## Галерија
- Комирић - панорама
- Комирић - панорама
- Комирић - панорама
- Комирић - панорама
- Комирић - панорама
- Комирић - панорама
- Комирић - панорама
- Комирић - панорама
- Комирић - панорама